# Jeannette Wing
Jeannette Marie Wing (1956) es una teórica informática e ingeniera estadounidense. Es directora del Instituto de Ciencias de Datos de la Universidad de Columbia, donde también es profesora de ciencias de la computación. Hasta el 30 de junio de 2017, fue vicepresidenta corporativa de Microsoft Research con supervisión de sus laboratorios de investigación principales en todo el mundo y Microsoft Research Connections. Antes de 2013, fue profesora de ciencias de la computación en la Universidad Carnegie Mellon, Pittsburgh, Pensilvania, Estados Unidos. También se desempeñó como directora asistente de ciencias de la computación e información en la Fundación Nacional para la Ciencia de 2007 a 2010.

## Educación
Wing obtuvo su S.B. y S.M. en ingeniería eléctrica y ciencias de la computación en el MIT, en junio de 1979. Sus asesores fueron Ronald Rivest y John Reiser. En 1983, obtuvo su doctorado en ciencias de la computación en el MIT, bajo la supervisión de John Guttag.[cita requerida]

## Carrera e investigación
Wing se incorporó a la facultad de la Universidad del Sur de California de 1982 a 1985 y posteriormente a la facultad de Carnegie Mellon de 1985 a 2012. Ejerció como directora del Departamento de Informática de 2004 a 2007 y de 2010 a 2012. En enero de 2013, se despidió de Carnegie Mellon para trabajar en Microsoft Research.[cita requerida]
Wing ha sido un miembro líder de la comunidad de métodos formales, especialmente en el área de Larch. Ha dirigido numerosos proyectos de investigación y ha hecho muchas publicaciones.
Junto a Barbara Liskov, desarrolló el principio de sustitución de Liskov, publicado en 1993.[cita requerida]
También ha sido importante promotora del pensamiento computacional, expresando las técnicas algorítmicas de resolución de problemas y abstracción usadas por la ciencia informática y su aplicación en otras disciplinas.
Es miembro del consejo editorial de las siguientes revistas:
- Foundations and Trends in Privacy and Security (co-Editor-in-Chief)
- Journal of the ACM
- Formal Aspects of Computing (North American Editor)
- Formal Methods in System Design
- International Journal of Software and Informatics
- Journal of Information Science and Engineering
- Software Tools for Technology Transfer